# Brachymeria moerens
Brachymeria moerens är en stekelart som först beskrevs av Ruschka 1922.  Brachymeria moerens ingår i släktet Brachymeria och familjen bredlårsteklar. Inga underarter finns listade.